# Додонова, Любовь Артуровна
Любовь Артуровна Додонова (7 декабря 1936 года, с. Венгерово, Венгеровский район, Западно-Сибирский край, РСФСР, СССР — 12 апреля 2020 года, Одесса, Украина) — советский и российский педагог, доктор педагогических наук, народный учитель Российской Федерации (2002).

## Биография
Родилась 7 декабря 1936 года в селе Венгерово Западно-Сибирского края (ныне село в составе Новосибирской области).
В 1960 году — окончила Ишимский государственный педагогический институт.
По распределению попала на Ямал, где работала в школе-интернате, через два года стала заведующей Ямальским районо.
С 1975 по 1978 год — заведующая гороно Нижневартовского горисполкома, с 1979 по 1983 годы — директор средней школы № 7.
В 1983 году — возглавила высшее педагогическое училище, преобразованное в 1992 году в Нижневартовский социально-гуманитарный колледж, в 2010 году — вышла на пенсию.
В 2003 году - защитила докторскую диссертацию, тема: «Разработка вариативной модели подготовки специалистов в учреждениях среднего профессионального образования: Теория и практика».
Автор ряда учебно-методических пособий и научных публикаций по проблемам управления образованием и многопрофильной подготовки специалистов в условиях районов, приравненных к Крайнему Северу.
Любовь Артуровна Додонова умерла 12 апреля 2020 года в Одессе.

### Память
В память о первом руководителе в Нижневартовском социально-гуманитарном колледже в 2021 году открыта мемориальная доска.

## Награды
- Орден «Знак Почёта» (1986)
- Народный учитель Российской Федерации (2002)
- Медаль «За доблестный труд. В ознаменование 100-летия со дня рождения Владимира Ильича Ленина» (1970)
- Заслуженный учитель школы РСФСР (1990)
- Отличник народного просвещения РСФСР (1975)
- Почётный гражданин города Нижневартовска